# تقانة لوحة المفاتيح

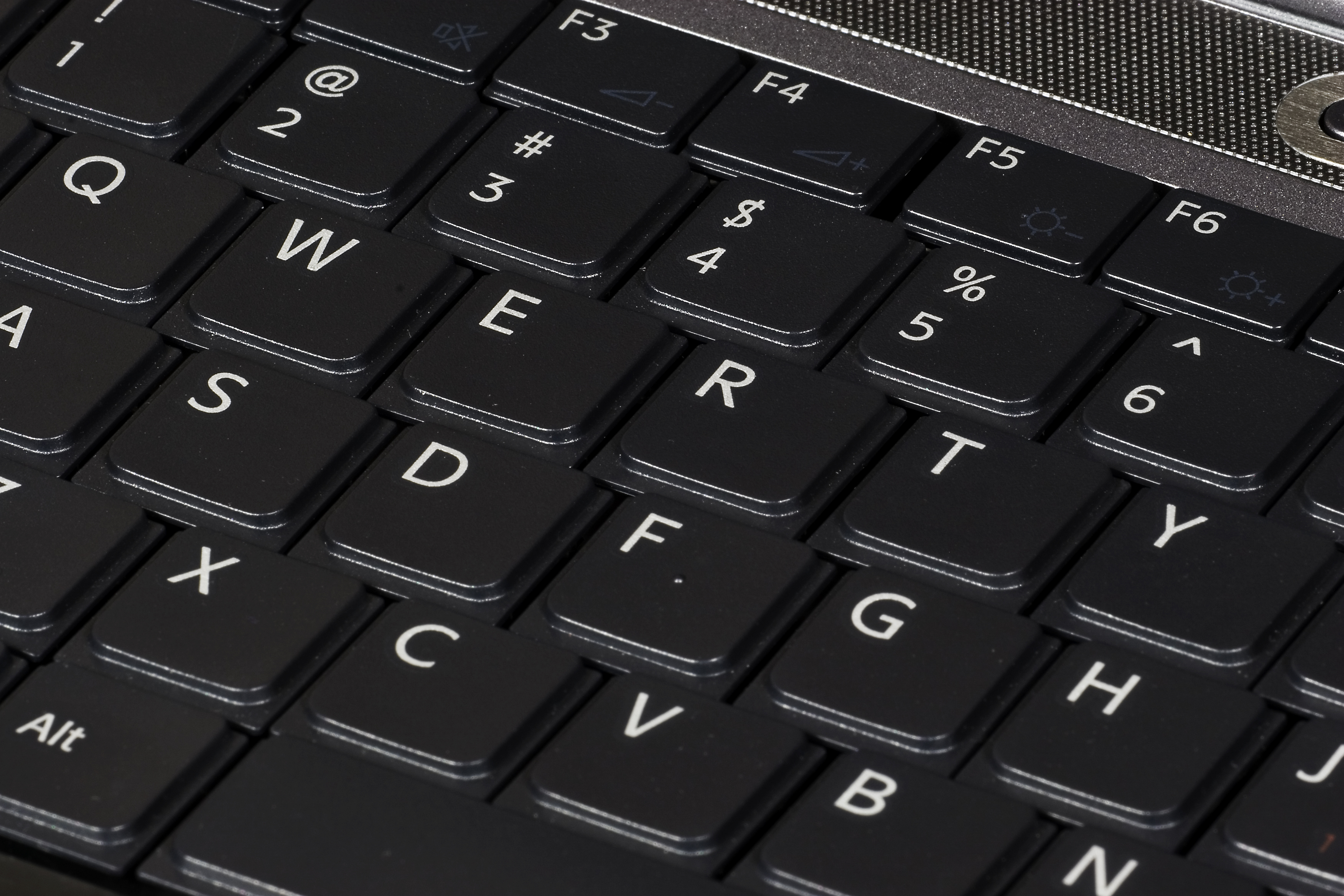

يمكن تصنيف لوحات مفاتيح الكمبيوتر بواسطة تقنية المقلاد التي يستخدمونها. تحتوى لوحات المفاتيح الحاسوبية الأبجدية الرقمية عادةً على 80 إلى 110 مقلاد متغير، عمومًا مقلاد لكل مفتاح. يؤثر اختيار تكنولوجيا المقلاد على الاستجابة الرئيسية (ردود الفعل حينما يتم الضغط على المفتاح) وبمسافة التنقل (المسافة اللازمة لدفع المفتاح لإدخال حرف موثوق). تستخدم نماذج لوحة المفاتيح الحديثة الهجينة من التقنيات المختلفة لتحقيق وفورات في التكاليف.

## روابط خارجية
- Schofield، Jack (9 مايو 2014). "Which ThinkPad laptops have the best keyboards?". The Guardian. مؤرشف من الأصل في 2019-07-14. اطلع عليه بتاريخ 2018-01-04.